# 巴西戴维斯杯代表队
巴西戴维斯杯代表队是巴西男子网球队参加戴维斯杯的队伍，由巴西网球联合会负责管理和组织参赛。1932年，巴西首次参加戴维斯杯比赛。巴西队在戴维斯杯最好的成绩是在1992和2000两次进入过四强。托马斯·科赫是巴西在戴维斯杯上表现最好的球员，巴西队员中参赛最多、胜场最多等大多数参赛纪录都由他来保持。